# Uroconger drachi
Uroconger drachi är en fiskart som först beskrevs av Jacques Blache och Bauchot, 1976.  Uroconger drachi ingår i släktet Uroconger och familjen havsålar. Inga underarter finns listade i Catalogue of Life.